# Conospermum
Conospermum är ett släkte av tvåhjärtbladiga växter. Conospermum ingår i familjen Proteaceae.

## Dottertaxa tillConospermum, i alfabetisk ordning[1]
- Conospermum acerosum
- Conospermum amoenum
- Conospermum boreale
- Conospermum brachyphyllum
- Conospermum bracteosum
- Conospermum brownii
- Conospermum burgessiorum
- Conospermum caeruleum
- Conospermum canaliculatum
- Conospermum capitatum
- Conospermum cinereum
- Conospermum coerulescens
- Conospermum crassinervium
- Conospermum densiflorum
- Conospermum diffusum
- Conospermum distichum
- Conospermum eatoniae
- Conospermum elongatum
- Conospermum ephedroides
- Conospermum filifolium
- Conospermum flexuosum
- Conospermum floribundum
- Conospermum galeatum
- Conospermum glumaceum
- Conospermum hookeri
- Conospermum huegelii
- Conospermum incurvum
- Conospermum leianthum
- Conospermum longifolium
- Conospermum microflorum
- Conospermum mitchellii
- Conospermum multispicatum
- Conospermum nervosum
- Conospermum paniculatum
- Conospermum patens
- Conospermum petiolare
- Conospermum polycephalum
- Conospermum quadripetalum
- Conospermum scaposum
- Conospermum sigmoideum
- Conospermum spectabile
- Conospermum sphacelatum
- Conospermum stoechadis
- Conospermum taxifolium
- Conospermum tenuifolium
- Conospermum teretifolium
- Conospermum toddii
- Conospermum triplinervium
- Conospermum unilaterale
- Conospermum wycherleyi